# فرودگاه استوان (آسمان آبی)
فرودگاه استوان (آسمان آبی) (به انگلیسی: Estevan (Blue Sky) Aerodrome) یک فرودگاه خصوصی است که یک باند فرود چمن دارد و طول باند آن ۹۳۲ متر است. این فرودگاه در کشور کانادا قرار دارد و در ارتفاع ۵۹۶ متری از سطح دریا واقع شده است.